# Радиаторная решётка

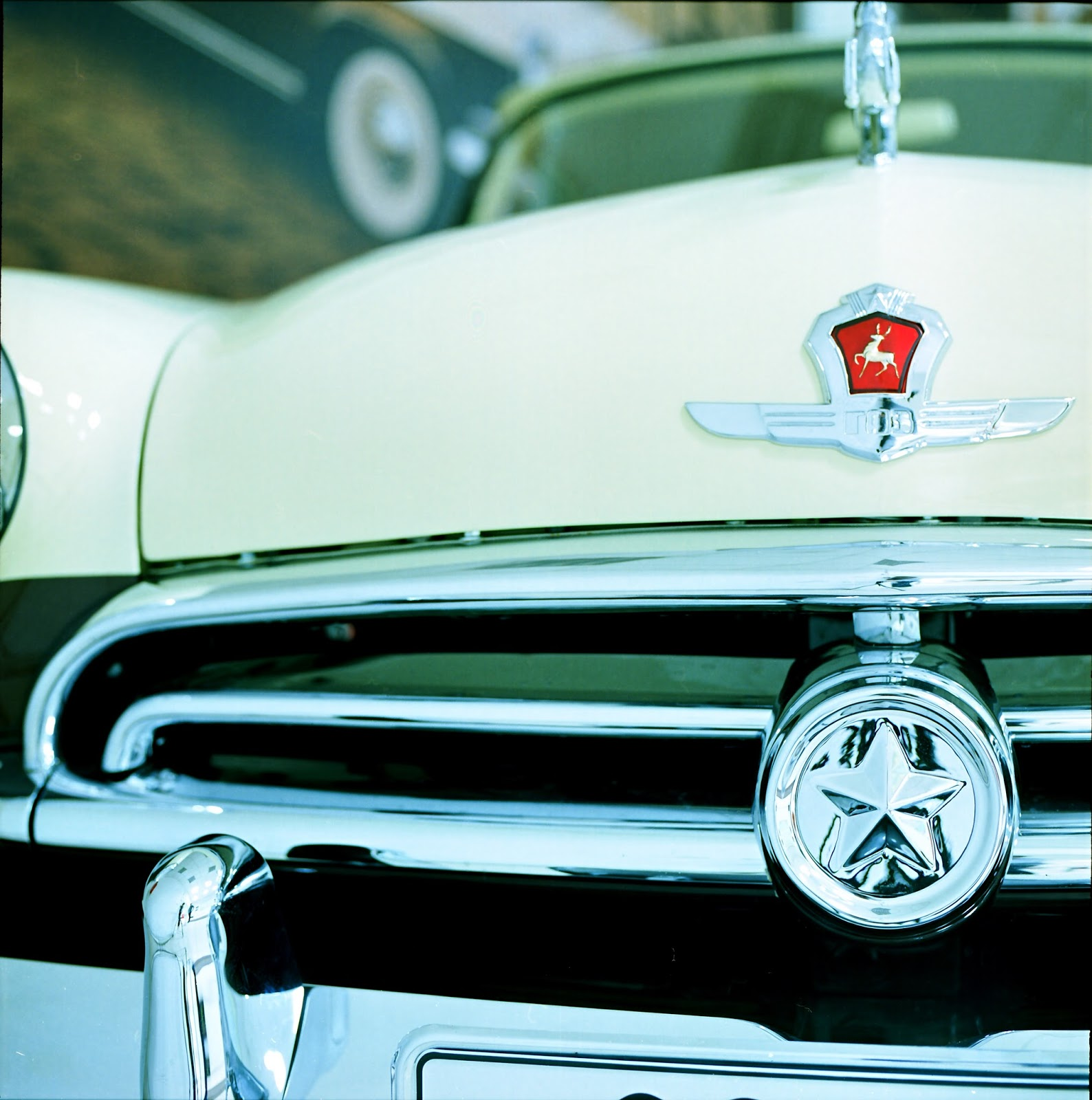
Решётка радиатора автомобиля ГАЗ-21

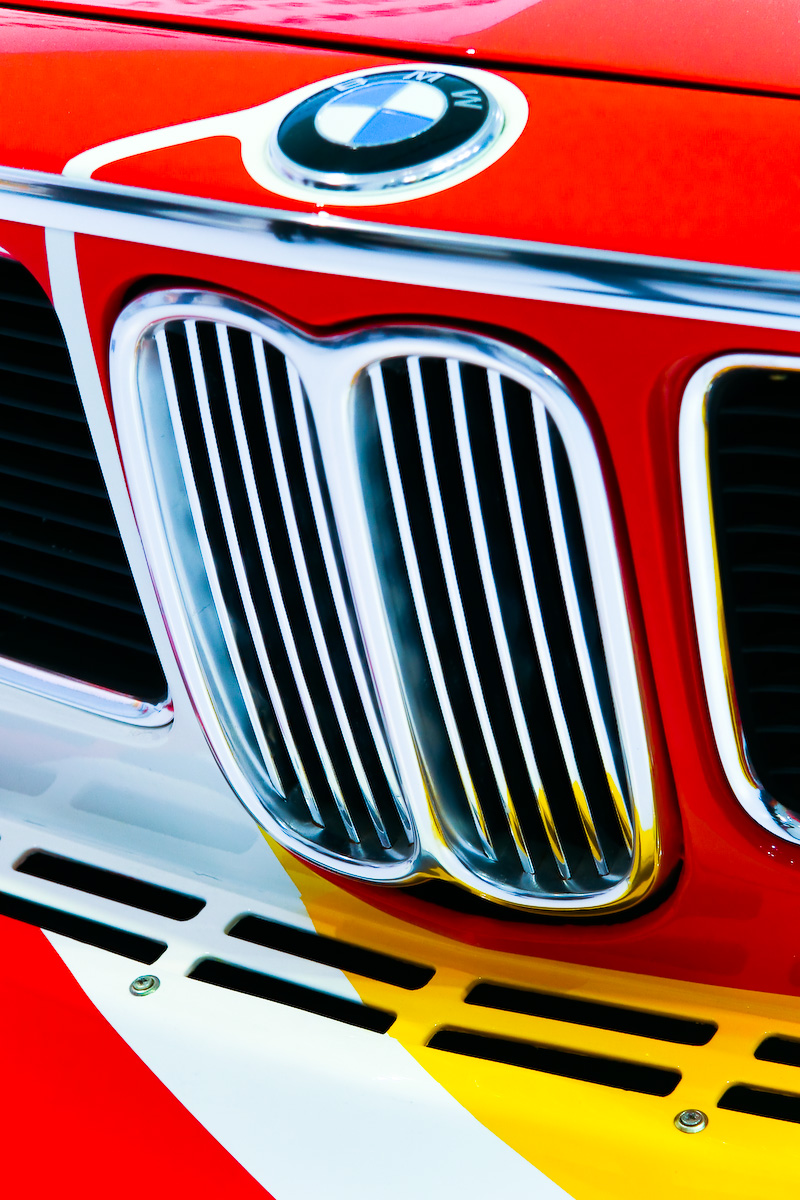
«Ноздри» на BMW E9 1975 года

Радиаторная решётка — элемент кузова автомобиля, защищающий и пропускающий воздух к радиатору двигателя. На большинстве автомобилей радиаторная решётка располагается в передней части кузова. Кроме функций защиты и обеспечения притока воздуха к радиатору, радиаторная решётка является важным элементом дизайна автомобиля. Решётка также может располагаться ниже переднего бампера, перед колесами (для охлаждения тормозов), в капоте для вентиляции салона, или на задней торцевой двери (на автомобилях с заднемоторной компоновкой).

## Описание и история
Передняя часть автомобиля имеет важную роль в привлечении покупателей, но основной функцией решетки остается обеспечение притока охлаждающего воздуха к автомобильному радиатору. Тем не менее, внешний вид автомобиля при приобретении играет большую роль, чем некоторые особенности конструкции и вопрос их функциональности. И как один из основных визуальных компонентов в передней части автомобиля, дизайн решетки радиатора способствует привлекательности автомобиля и показывает его идентичность, связывая с историей автопроизводителя и его репутацией.
В настоящее время, большие по размерам решётки являются именно элементом дизайна автомобиля, и многие автомобильные марки используют их в качестве основного признака своего бренда. Например, Jeep, с решеткой в виде семи вертикальных прорезей.
Компания Rolls-Royce знаменита организацией сборки автомобилей вручную, и решётка радиатора не является исключением, её сборка производится с целью установки в строго вертикальном положении. Другие автомобильные производители так же известны внешним видом радиаторных решеток своих автомобилей. Это лошадиный хомут Bugatti, «ноздри» BMW, хромированные «зубы» Land Rover, крыловидная решетка Mitsubishi, крестовидная решётка Dodge, в форме щита у Alfa Romeo, с диагональной полосой Volvo, трапеция с хромированной окантовкой Nissan, в форме роторного двигателя Mazda, Audi с относительно новой решёткой single-frame и горизонтальная разделённая решётка Pontiac. Необычную решётку на Plymouth Barracuda 1971 года называли тёркой для сыра (англ. cheesegrater). Трёх-полосная решётка Ford, представленная на Fusion в 2006 году, стала также отличительной для этого автопроизводителя. Porsche, долгое время выпускавший автомобили с воздушным охлаждением, продолжает минимизировать значимость решётки и на современных автомобилях с водяным охлаждением.
Изменение внешнего вида решётки значимо обновляет в целом внешний вид автомобиля. Так, начиная с конца 1930-х годов, Cadillac меняя форму решётки и расположение её горизонтальных полос, увидела в этом простой способ обновлять автомобиль из года в год, меняя стандартную форму решётки. Иногда появляется даже модная тенденция в её дизайне. Например, в первые годы после Второй мировой войны, многие американские автопроизводители, как правило, перешли на уменьшенные и толстые решётки.
По месту расположения на кузове автомобиля решётки могут быть: радиаторные, в юбке бампера (переднего или заднего), в крыле (защита воздуховода вентиляции тормозов), на капоте (обеспечивает приток воздуха к интеркулеру), решётка на крыше или багажнике (автомобили с заднемоторной компоновкой).
Радиаторные решётки на автомобилях приобретали различные конструкции на протяжении многих лет. Впервые решётки появилась на автомобилях в 1903 году. Спустя несколько лет, конструкция в виде арки стала распространённой и стандартной при проектировании автомобилей на протяжении многих лет. «Раскол» в дизайне впервые произошёл в 1923 году, с появлением спортивных автомобилей Alfa Romeo.
В 1930-х и 1940-х годах, автопроизводители стали подходить творчески к конструкции решётки. Некоторые имели форму колокола (Buick, Chevrolet и Pontiac), некоторые имели разделённую решётку (Silver Arrows, Mercury, 1946 Oldsmobile) или крестообразную (до-военные модели Studebaker Champion, Cadillac 1941 года, Ford 1942 года), в то время как некоторые, в частности, Packard, Rolls-Royce и MG-TC, по-прежнему придерживались старых решёток в форме арки.
Решётки получили новый облик после Второй мировой войны, и после появления Buick 1947 года, Studebaker и Kaiser, они стали короче и шире.